# The Briscoe Brothers
The Briscoes fue un tag team de lucha libre profesional que consistió en los hermanos Jamin Pugh (25 de enero de 1984 - 17 de enero del 2023) y Mark Pugh (nacido el 18 de enero de 1985) (conocidos profesionalmente como Jay Briscoe y Mark Briscoe). Ellos trabajaron principalmente en Ring of Honor, en donde compitieron bajo el nombre de The Briscoe Brothers.
The Briscoe Brothers fueron conocidos también por su trabajo en Ring of Honor y New Japan Pro Wrestling, junto con Christopher Daniels, son los únicos luchadores que trabajan actualmente para la compañía y participaron en su primer evento el 23 de febrero de 2002. Además de una ausencia de 18 meses. desde agosto de 2004 hasta febrero de 2006, los hermanos han sido puntos focales de la compañía a lo largo de su historia, disputando con algunas de sus mayores estrellas.
Fueron catorce veces Campeones en Parejas entre los Estados Unidos y Japón, han sido una vez Campeones en Parejas de la IWGP, una vez Campeones en Parejas de Impact Wrestling y doce veces Campeones Mundiales en Pareja de ROH. También han celebrado Pro Wrestling Noah fueron una vez Campeones Peso Pesado Junior en Parejas de la GHC, una vez Campeones Mundiales en Parejas de Seis-Hombres de ROH con Bully Ray y dos veces Campeones en Parejas 6-man NEVER de Peso Abierto con Toru Yano. También han ganado numerosos títulos en el circuito independiente.
Como competidores individuales, Jay fue dos veces Campeón Mundial, al ser dos veces Campeón Mundial de ROH, mientras que Mark ganó el Honor Rumble 2013.

## Primeros años
Los hermanos Pugh, Jamin (Jay) (nacido el 25 de enero de 1984) y Mark (nacido el 17 de enero de 1985) crecieron en Laurel, Delaware. Como estudiantes de secundaria, ambos recibieron Mención de Honor All-State honores sus años junior y senior para el fútbol, Jay como un fullback y un linebacker y Mark como un ala cerrada y un linebacker. En un momento, ambos firmaron para jugar para Wesley College (Delaware), un hecho que incluso se usó en la historia de la lucha en un momento, en ROH Beating the Odds, para explicar una ausencia de la que regresaban.
Los hermanos se interesaron por primera vez en la lucha libre en su juventud mirando a la Federación Mundial de Lucha en uno de los dos canales que su televisión podría recibir. Originalmente, practicaron movimientos de lucha entre sí en un trampolín antes de que la familia construyera un anillo de lucha en su patio trasero. Desde el principio, los dos trabajaron en perfeccionar su oficio, grabar sus movimientos e intentar mejorarlos. A pesar de que su padre era entrenador del equipo de lucha de su escuela secundaria, no participaron en la lucha amateur en sus años de escuela secundaria. Su primera incursión en la lucha profesional llegó con la Asociación de Lucha de la Costa Este (ECWA), mientras todavía estaban en la escuela secundaria. Mientras que su madre, Jana, estaba en la fila para comprar boletos para asistir a un evento de lucha libre, un promotor de la ECWA se acercó a ella y le preguntó si sus hijos tenían una cinta de sí mismos luchando. Esto llevó a los hermanos debutando para ECWA el 20 de mayo de 2000 bajo los nombres de anillo "Jay y Mark Briscoe"
El 17 de enero del 2023, el presidente de AEW Tony Khan anuncio en sus redes sociales el fallecimiento de Jay Briscoe, por un grave accidente automovilístico, una semana antes de cumplir los 39 años de edad.

## Historia

### Combat Zone Wrestling (2001–2002, 2003)
Jay y Mark Briscoe hicieron su debut para Combat Zone Wrestling (CZW) en Delaware Invasion el 20 de enero de 2001, y fueron puestos a trabajar como parte de un partido de handicap de tres contra uno contra Trent Acid. En el evento inaugural Best of the Best , un espectáculo un tanto atípico de CZW en que se trata de un torneo que destaca la lucha deportiva de peso pesado junior junior en lugar de los partidos violentos de hardcore, los dos avanzaron más allá de la primera ronda en un triple. De igual manera con Nick Mondo, donde la estipulación era que quien tomara la caída sería eliminado. Luego se enfrentaron entre sí en la segunda ronda, con Jay ganando y avanzando más. Este partido fue visto por los fanáticos como el mejor del torneo, y visto retrospectivamente como responsable en gran parte por ayudar a lanzar las carreras de los hermanos, ya que eran nuevos en el circuito independiente y muy jóvenes en ese momento. 
A finales de 2001 y en 2002, el territorio de CZW (es decir, el área en la que tenían la mayoría de sus eventos) se trasladaba de Sewell, Nueva Jersey a Filadelfia , Pensilvania,  para celebrar eventos regularmente en la antigua arena de ECW , comenzando con la Cage of Death 3 del 15 de diciembre . [23] [24] En este evento, se enfrentaron a Nick Gage y Nate Hatred, pero usaron máscaras y fueron identificados como The Outnight Outlaws.

### Regreso a ROH (2006-2023)
Los hermanos Briscoe regresaron a ROH en el Cuarto Aniversario Show en 2006, incluyéndose por la fuerza en un partido que fue al principio entre los equipos de Tony Mamaluke y Sal Rinauro y Jason Blade y Kid Mikaze. Ganaron en su nuevo debut. Luego volvieron a pelear por el campeonato de equipo de etiqueta, pero al igual que tuvieron contra Styles y Red tres años antes, perdieron en tres tiros contra los campeones en ese momento, Austin Aries y Roderick Strong, en Ring of Homicide, Destiny, y Unified. Como antes, la historia es que esto les costó cualquier oportunidad en los cinturones durante el tiempo que los campeones los sostuvieron.

### New Japan Pro Wrestling (2016)
The Briscoes hicieron su debut para New Japan Pro Wrestling en Wrestle Kingdom 10, formando equipo con Toru Yano en una victoria sobre Bad Luck Fale, Tama Tonga y Yujiro Takahashi para convertirse en los primeros Campeones en Parejas 6-man NEVER de Peso Abierto. A través de su afiliación con Yano, los Briscoes también se convirtieron en parte del stable face llamado Chaos. Los tres hicieron su primera defensa exitosa del título al día siguiente contra otro trío de Bullet Club (Fale, Matt Jackson y Nick Jackson). El 11 de febrero en The New Beginning in Osaka, los Briscoes y Yano perdieron el Campeonato en Parejas 6-man NEVER de Peso Abierto ante Fale, Tonga y Takahashi en su segunda defensa. Los Briscoes y Yano recuperaron el título tres días después en The New Beginning in Niggata.  El 20 de febrero en Honor Rising: Japón 2016, los Briscoes y Yano perdieron el título contra The Elite (Kenny Omega y The Young Bucks).
Los Briscoes regresaron a NJPW el 19 de junio en Dominion 6.19 in Osaka-jo Hall, donde derrotaron a Guerrillas of Destiny (Tama Tonga y Tanga Loa) para ganar el Campeonato en Parejas de la IWGP. Hicieron su primera defensa exitosa del título el 14 de agosto contra el Bullet Club de Hangman Page y Yujiro Takahashi. El 22 de septiembre en Destruction in Hiroshima, los Briscoe derrotaron a los Campeones de Peso Pesado Junior en Parejas de la IWGP, The Young Bucks por su segunda defensa exitosa del título. El 10 de octubre en King of Pro-Wrestling, perdieron el título de regreso a Tonga y Loa.

### Consejo Mundial de Lucha Libre (2018)
El 3 de agosto de 2018, The Briscoes hicieron su debut en la empresa mexicana Consejo Mundial de Lucha Libre (CMLL) con Rush siendo fueron derrotados en L.A. Park, Penta el Zero M y Rey Fénix.

### National Wrestling Alliance (2022)
En marzo de 2022, The Briscoes participaron en el torneo de la Copa Crockett de 2022, que acabarían ganando tras derrotar en la final a The Commonwealth Connection (Doug Williams y Harry Smith).

### Impact Wrestling (2022)
El 1 de abril de 2022 en Multiverse of Matches, The Briscoe Brothers hizo su debut en Impact Wrestling, perdiendo ante The Good Brothers (Doc Gallows y Karl Anderson).

## En lucha

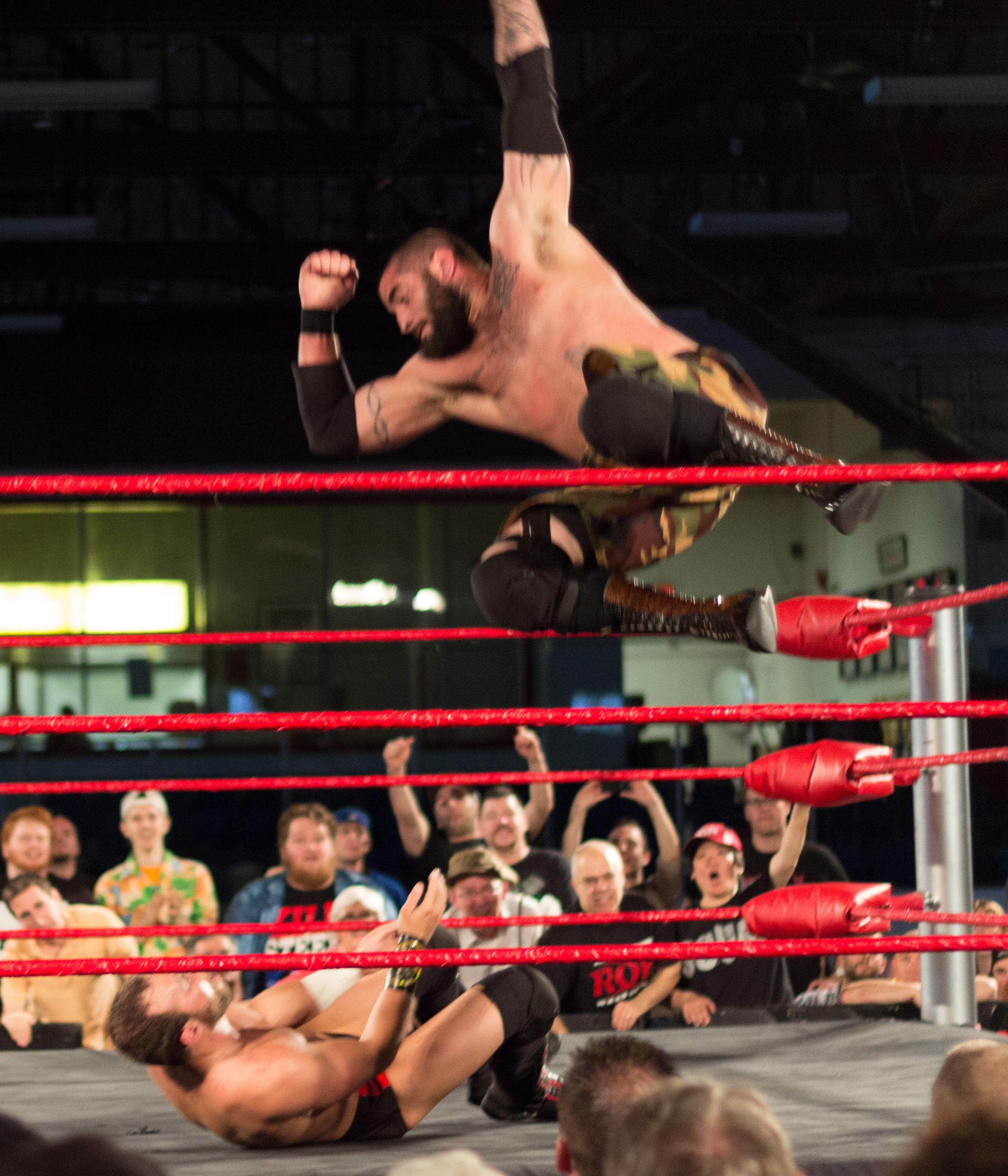
Mark Briscoe aplicando el "diving elbow drop"

- Movimientos finales en triple equipo
  - 3B (Flapjack (Briscoes) / Cutter (Ray) combination, sometimes through a table) - con Bully Ray
- Movimientos finales en equipo
  - Briscoe Bottom (Double sitout side slam)[4] – early 2000s
  - Cut-Throat Driver (Mark) / diving leg drop (Jay) combination[4]
  - Shooting star press (Mark) / diving leg drop (Jay) combination[5]
  - Spike Jay-Driller (Springboard spike double underhook piledriver)[4]
  - Doomsday device, sometimes with Mark springboarding[6]

- Movimientos de firma
  - Double forehand chops using both hands to an opponent in the corner
  - High elevation double hip toss
  - High elevation double military press drop
  - Pendulum backbreaker (Jay) / Diving knee drop (Mark) combination
  - Redneck Boogie (Crucifix powerbomb (Mark) / Neckbreaker (Jay) combination)[4][7]
  - Sidewalk slam (Mark) / diving leg drop (Jay) combination[4]
  - Simultaneous running low-angle big boot / running low-angle dropkick combination to the head of an opponent seated in the corner
  - Spinebuster (Jay) / Springboard spinning wheel kick (Mark) combination
  - Three-point stance followed into a double shoulder block[4]
  - Uppercut (Mark) followed by a leg lariat (Jay) followed by a jawbreaker (Mark) followed by a jumping big boot (Mark) and finished with a reverse STO (Jay)

- Movimientos Finales de Jay
  - Crucible (Sitout suplex slam)
  - Jay-Driller (Double underhook piledriver)
  - Military press dropped into a Death Valley driver
  - Diving senton

- Movimientos Finales de Mark
  - Cut-Throat Driver / Mark-Out (Cut-throat inverted Death Valley driver)
  - Froggy Bow (Frog splash elbow drop)

- Movimientos de firma de Jay
  - Arched big boot
  - Cannonball
  - Diving leg drop
  - Elevated cutter
  - European uppercut
  - Frog splash
  - Full nelson slam
  - Hangman's neckbreaker
  - Hurricanrana
  - Muscle buster
  - Reverse STO, sometimes into the turnbuckle
  - Sitout reverse suplex slam, sometimes from the top rope
  - Superkick
  - Three-quarter nelson suplex

- Movimientos de firma de Mark
  - Baseball slide
  - Crab Walk (Ropewalk diving senton)
  - Crane kick
  - Blockbuster from the apron
  - Fisherman buster
  - Moonsault
  - Redneck Kung Fu (Multiple throat thrusts followed by a leg lariat to the back of the opponent's head)
  - Saito suplex
  - Shooting star press,[4] sometimes springboarding to the outside
  - Slingshot double foot stomp
  - Springboard cutter
  - Superkick
  - Ura-nage

- Mánagers
  - Jim Cornette[8]
  - Uncle Jethro
  - Papa Briscoe

## Campeonatos y logros
- Combat Zone Wrestling

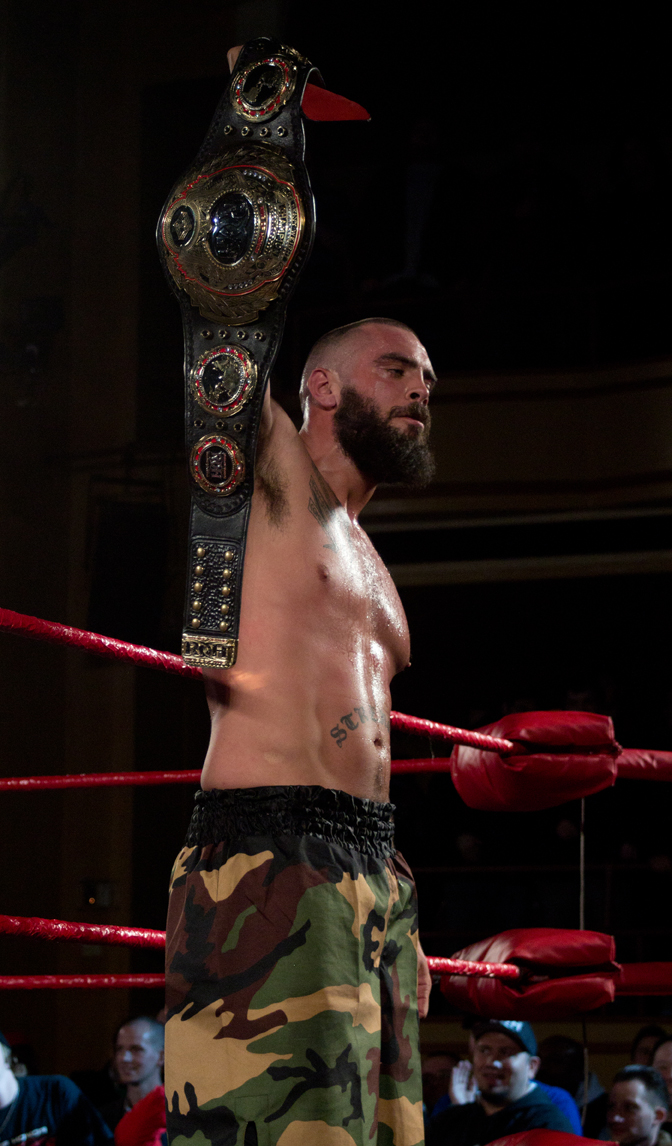
Jay Briscoe es dos veces Campeón Mundial de ROH, así como un récord de nueve veces Campeones Mundiales en Pareja de ROH con su hermano Mark

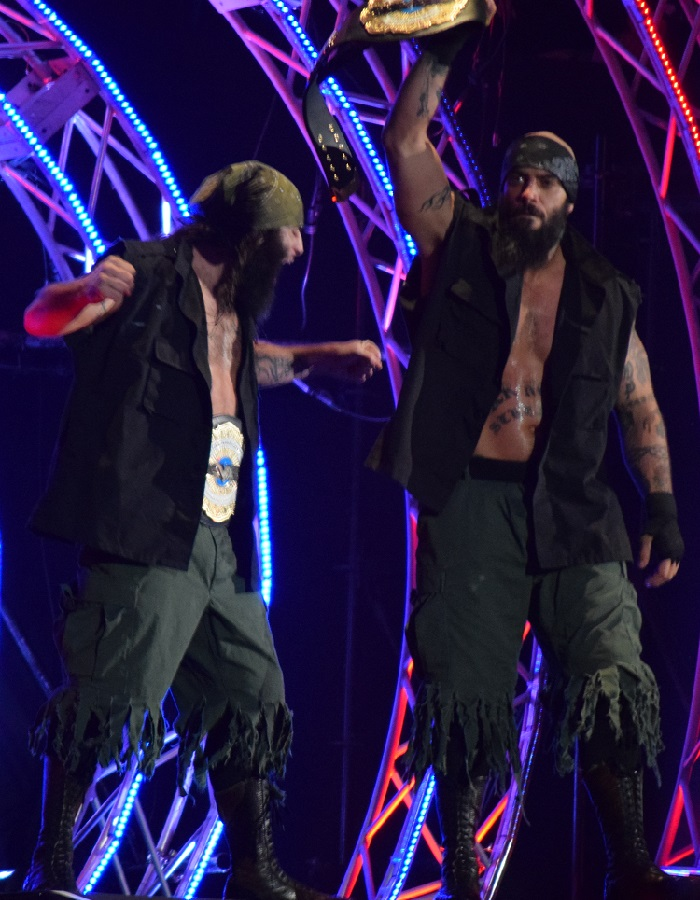
Los Briscoes como los Campeones en Parejas 6-man NEVER de Peso Abierto (con Toru Yano).

  - CZW World Tag Team Championship (2 veces)
- Full Impact Pro
  - FIP Tag Team Championship (1 vez)
- Game Changer Wrestling
  - GCW Tag Team Championship (2 veces)
- House of Glory
  - HOG Tag Team Championship (1 vez, actuales)
- Impact Wrestling
  - Impact World Tag Team Championship (1 vez)
- New Japan Pro Wrestling
  - IWGP Tag Team Championship (1 vez)
  - NEVER Openweight 6-Man Tag Team Championship (2 veces) – con Toru Yano
- Pro Wrestling Noah
  - GHC Junior Heavyweight Tag Team Championship (1 vez)
- Pro Wrestling Unplugged
  - PWU Tag Team Championship (1 vez)
- Real Championship Wrestling
  - RCW Tag Team Championship (1 vez)[9][10]
  - RCW Tag Team Championship Tournament (2009)[11]
- Ring of Honor/ROH
  - ROH World Championship (2 veces) - Jay
  - ROH World Tag Team Championship (13 veces - récord)
  - ROH World Six-Man Tag Team Championship (1 vez) – con Bully Ray
  - Honor Rumble (2009)
  - Honor Rumble (2013) - Mark
  - ROH Year-End Award (1 vez)
    - Tag Team of the Year (2019)[12]

  - ROH Hall of Fame (2022)[13]
- Squared Circle Wrestling
  - 2CW Tag Team Championship (1 vez)
- USA Xtreme Wrestling
  - UXW Tag Team Championship (1 vez)
- National Wrestling Alliance
  - Crockett Cup (2022)
- Wrestling Observer Newsletter
  - Tag Team of the Year (2007)
  - Lucha 5 estrellas (2022) vs. FTR (Cash Wheeler & Dax Harwood) en Supercard of Honor XV el 1 de abril
  - Lucha 5 estrellas (2022) vs. FTR (Cash Wheeler & Dax Harwood) en Death Before Dishonor el 23 de julio
  - Lucha 5.5 estrellas (2022) vs. FTR (Cash Wheeler & Dax Harwood) en Final Battle el 10 de diciembre